# Chinese FA Super Cup
Der Chinese FA Super Cup ist ein chinesischer Fußballwettbewerb, welcher vom Chinesischen Fußballverband vor der Saison zwischen dem Meister und dem Pokalsieger ausgetragen wird. Die erste Austragung geht auf das Jahr 1995 zurück. Sollte ein Team beide Titel gewonnen haben, tritt der Tabellenzweite der vorherigen Saison an. Aktueller Titelträger 2025 und Rekordsieger ist Shanghai Shenhua mit fünf Erfolgen.

## Sieger und Finalisten
| Jahr                                | Meister                 | Ergebnis(se) | Pokalsieger             |
| ----------------------------------- | ----------------------- | ------------ | ----------------------- |
| 1995                                | Shanghai Shenhua        | 1:0          | Shandong Luneng Taishan |
| 1996                                | Dalian Shide            | 3:2          | Beijing Guoan           |
| 1997                                | Dalian Shide            | 1:2          | Beijing Guoan           |
| 1998                                | Dalian Shide            | 0:3          | Shanghai Shenhua        |
| 1999                                | Shandong Luneng Taishan | 2:4          | Liaoning Hongyun        |
| 2000                                | Dalian Shide            | 4:1          | Chongqing Lifan         |
| 2001                                | Dalian Shide            | 1:3          | Shanghai Shenhua        |
| 2002                                | Dalian Shide            | 1:0          | Qingdao Jonoon          |
| 2003                                | Shanghai Shenhua        | 3:4          | Beijing Guoan           |
| Von 2004 bis 2011 keine Austragung. |                         |              |                         |
| 2012                                | Guangzhou Evergrande    | 2:1          | Tianjin Teda            |
| 2013                                | Guangzhou Evergrande    | 1:2          | Jiangsu Guoxin-Sainty   |
| 2014                                | Guangzhou Evergrande    | 0:1          | Guizhou Renhe           |
| 2015                                | Guangzhou Evergrande    | 3:5 i. E.    | Shandong Luneng Taishan |
| 2016                                | Guangzhou Evergrande    | 2:0          | Jiangsu Guoxin-Sainty   |
| 2017                                | Guangzhou Evergrande    | 1:0          | Jiangsu Guoxin-Sainty   |
| 2018                                | Guangzhou Evergrande    | 4:1          | Shanghai Shenhua        |
| 2019                                | Shanghai SIPG           | 2:0          | Beijing Guoan           |
| Von 2020 bis 2022 keine Austragung. |                         |              |                         |
| 2023                                | Wuhan Three Towns FC    | 2:0          | Shandong Taishan        |
| 2024                                | Shanghai Port FC        | 0:1          | Shanghai Shenhua        |
| 2025                                | Shanghai Port FC        | 2:3          | Shanghai Shenhua        |